# اعترافات المحتال فيليكس كرول
اعترافات المحتال فيليكس كرول (بالألمانية: Bekenntnisse des Hochstaplers Felix Krull. Der Memoiren erster Teil) رواية غير مكتملة من تأليف الروائي الألماني توماس مان، نُشرت للمرة الأولى في عام 1954. حاكى فيها مان بسخرية السيرة الذاتية لغوته بعنوان «من حياتي: الشعر والحقيقة» (Aus meinem Leben: Dichtung und Wahrheit).
في الأصل شخصية فيليكس كرول ظهرت في قصة قصيرة كتبها في عام 1911، ولم تنشر حتى عام 1936 في كتابه «قصص ثلاثة عقود» جنباً إلى جنب مع 23 قصة أخرى مكتوبة من العام 1896 حتى 1929 العام الذي حصل فيه على جائزة نوبل. في وقت لاحق وسع مان القصة واستطاع ان ينهي وينشر جزء منها إلا أنه لم يستطع إكمالها بسبب وفاته في 1955، فتظل غير مكتملة.

## وصلات خارجية
- اعترافات المحتال فيليكس كرول على موقع الموسوعة البريطانية (الإنجليزية)

- اعترافات المحتال فيليكس كرول، على كتب جوجل.
- اعترافات المحتال فيليكس كرول، على الفهرس العالمي.
- اعترافات المحتال فيليكس كرول، على موقع أمازون.
- اعترافات المحتال فيليكس كرول، على مكتبة جامعة هارفارد.
- اعترافات المحتال فيليكس كرول، على مكتبة جامعة ميشيغان.
- اعترافات المحتال فيليكس كرول، على جود ريدز.